# 페이코

페이코 로고

페이코(PAYCO)는 미리 결제수단을 등록해두고 등록한 결제수단을 통해 결제하는 간편결제 서비스다. 지난 12월에는 ‘간편금융 플랫폼’으로 도약을 선언하고 송금, 금융정보 조회, 비대면 채널링 등 다양한 금융 서비스를 확대하고 있다. 결제는 온라인과 오프라인 모두 지원하며, 안드로이드와 아이폰 이용자 모두 페이코 앱을 다운받아 ID만 등록하면 사용할 수 있다.
2015년 8월 1일 모회사인 NHN(구 NHN 엔터테인먼트)에서 출시했다. 2017년에는 페이코 성장 가속화를 목표로 전략적 물적 분할을 통해 4월 1일 ‘NHN페이코 주식회사’가 출범했고, 같은 해 9월에는 GS홈쇼핑과 한화인베스트먼트 등으로부터 1,250억원의 투자를 유치했다.
페이 업계는 중복 사용자가 많아 시장점유율을 논하기는 어렵다. 보통 거래액으로 규모를 따지는데, 2017~2018년에는 페이코가 삼성 페이, 네이버페이, 카카오페이와 함께 ‘4대 간편결제’ 서비스로 꼽혔고, 최근 들어서는 토스, 뱅크샐러드 등과 함께 주요 금융 플랫폼 기업으로 꼽히는 추세다.
페이코는 경쟁사와 손잡는 오월동주 전략과 글로벌 사업자와 제휴를 맺는 깜짝 발표로도 유명하다. 2017년 10월에는 구글(Google)과 결제 파트너십을 체결해 구글플레이(Google Play)에 ‘페이코 포인트’ 결제를 적용했으며, 2017년 11월에는 삼성 페이와 전략적 제휴를 발표하고 이듬해 8월 삼성 페이 결제 기능을 페이코 앱에 탑재해, MST(마그네틱 전송방식) 결제 방식으로 270만 여 개에 달하는 신용카드 가맹점에서 페이코로 결제할 수 있도록 했다. 이 같은 제휴는 페이코가 네이버와 카카오와 같은 플랫폼에서 탄생한 서비스가 아니기 때문에 폭넓은 제휴에 심혈을 기울인 것으로 해석된다. 초반 약점으로 부각됐던 플랫폼 부재가 오히려 이해당사자가 다양하게 존재하는 결제 시장에서 시장을 파고들 수 있는 무기였다는 평가도 존재한다.

## 결제
결제는 회원가입 결제수단 등록, 본인인증 이 세 가지를 마친 뒤 이용할 수 있다.
우선 페이코 앱을 다운받아 회원가입한 후, 결제에 사용할 결제수단을 등록한다. 결제수단으로 신용/체크카드, 계좌, 휴대폰을 등록할 수 있고, 페이코 전용 선불결제수단인 ‘페이코 포인트’를 충전해 사용할 수도 있다. 여러 가지 결제 수단을 등록해놓고 결제단계에서 선택해 사용할 수 있다. 본인인증은 결제 단계에서 본인임을 확인하는 절차로 ‘지문인증’과 ‘비밀번호 6자리’ 두 가지 방식으로 등록할 수 있다.

### 결제수단

#### 신용/체크카드
국내에서 발급된 전체 신용카드와 체크카드를 등록해 결제가 가능할 수 있다.
- 카드사: 롯데카드, 신한카드, KB국민카드, 비씨타드, 삼성카드, 현대카드, NH농협카드, 하나카드, 카카오뱅크, 씨티뱅크, JB카드, KJ카드, SH수협카드, 우리카드, SC제일카드, 제주카드, 갤러리아 백화점카드, 현대백화점 카드

#### 계좌
전체 은행과 증권사 계좌 등록을 통해 직불 결제도 가능하다.
- 은행: SC제일은행, 하나은행, NH농협은행, KB국민은행, 신한은행, 우리은행, IBK기업은행, 카카오뱅크, BNK부산은행, K뱅크, 씨티뱅크, KDB산업은행, BNK경남은행, DGB대구은행, 전북은행, 우체국, MG새마을금고, 광주은행, 제주은행, 신협, NH수협은행
- 증권사: 한화투자증권, NH투자증권, 신한금융투자, 유안타증권

#### - 휴대폰 결제
휴대폰 번호를 등록해 휴대폰 소액 결제도 가능하다. 이 경우 통신사에 따라 휴대폰 결제 최대 한도 100만원까지만 사용할 수 있다.

#### 페이코 포인트[1]
페이코가 자체적으로 마련한 결제수단인 '페이코 포인트'로도 결제할 수 있다. 페이코 포인트는 선불충전결제수단으로, 다른 결제 수단과 달리 중간 채널이 없어 이들 중간에 제공할 수수료를 이용자 혜택으로 리워드해주는 것이 특징이다. 결제 금액의 2%를 적립해주며, 전달 결제 금액에 대한 리워드 포인트는 다음달에 일괄 적립된다.
- 충전방법: 페이코에 등록한 계좌와 무통장입금으로 충전할 수 있으며, ‘PAYCO상품권’ 또는 ‘북앤라이프도서문화상품권’, ‘해피머니 상품권’ 등 기타 상품권, 모바일티머니, 롯데유통점(세븐일레븐, 롯데마트, 롯데백화점, 롯데시네마)에 설치된 ‘롯데ATM’ 입금으로 충전할 수 있다. 또한 페이코 포인트를 충전할 수 있는 페이코 전용 소액 대출 상품 ‘한화생명 크레딧’을 대출받아 충전하는 것도 가능하다. 단, 기타 상품권 충전 시 명시 금액의 8%, 모바일 티머니로 충전 시 4%가 사용수수료가 발생해 이를 차감한 금액만 충전된다.
- 환불: 포인트 환불도 가능하다. 환불 수수료는 건당 500원으로, 이를 제외한 금액이 다음 날 등록 계좌로 입금된다.
- 보유/충전 한도: 전자금융거래법 상 선불전자지급수단의 충전한도는 200만원이다. 페이코 포인트 또한 최대 200만 포인트까지 보유할 수 있다.

### 결제방법

#### 온라인 결제
최초 결제 시에는 페이코 회원 로그인을 위한 ID와 비밀번호를 입력해야 한다. 다음 결제부터는 페이코 가맹점이나, 온라인 결제창에 노출되는 PAYCO를 선택해, 본인인증만 하면 끝.

#### 오프라인 결제
오프라인 결제 방법은 결제 방식에 따라 다양하다. 기본적으로는 페이코 앱을 실행하고 하단 ‘PAYCO결제’나 ‘samsung pay 결제’ 버튼을 누른 다음, 노출되는 화면을 점원에게 보여주거나 직접 카드리더기에 터치하는 방식이다. 결제 방식 별 사용방법은 아래 세부 항목에서 자세히 기술한다.

### 오프라인 결제 방식

#### MST 결제 (페이코삼성 페이)
신한카드의 터치결제와 더불어 MST 기반 삼성 페이를 기반으로 하는 파생형 서비스 중 하나로, 2018년 8월부터 페이코에서 MST 결제가 가능해졌다. 삼성 페이 결제가 가능한 곳에서는 페이코 결제가 가능하다는 의미. 이는 삼성 페이의 결제 방식인 MST(마그네틱 보안 전송) 단말 접촉 방식을 페이코로도 사용할 수 있게 된 것으로, 이 결제 방식은 삼성 페이 결제를 지원하는 삼성전자의 스마트폰 이용자만 사용이 가능하다. 결제 방식은 기본적으로 삼성 페이 결제와 동일하다. 다만, 페이코 앱을 실행해서 프로세스를 진행한다는 게 다르다. 그리고 오리지널 삼성 페이와 달리, 지원하는 신용카드사가 약간 다를 수 있다.
- 페이코 앱 설치, 회원가입, 신용카드 등록, 비밀번호 및 지문 등록 등 이것저것 세팅작업을 마친다.
- 페이코 앱을 실행한다.
- 앱 하단 ‘samsung pay 결제’를 클릭한다.
- 첫 결제 시 카드 연동 승인 절차에 동의한다. (다음 결제부터는 이 단계는 스킵된다)
- 결제 비밀번호 또는 지문 인증을 통해 본인인증을 마친 뒤, 카드 리더기에 직접 터치하거나 점원에 모바일을 건낸다.
- 이 기능을 지원하는 신용카드사는 롯데, 현대, 비씨, 삼성, 신한, KB국민, NH농협카드, 하나카드 등이다. 그러나 오리지널 삼성 페이 MST 결제가 가능한 카카오뱅크 체크카드는 페이코 삼성 페이에서 사용할 수 없으며, 케이뱅크 체크카드 역시 페이코 삼성 페이를 이용할 수 없다. 그리고 지원하는 신용카드사라고 해도, 신한BC 중국통 플러스 체크카드같은 일부 카드는 페이코 삼성 페이를 아예 이용할 수 없다.

#### 바코드 결제
바코드는 위에 기술한 ‘삼성페이 결제’방식과 구분되는 페이코만의 결제 방식이다.
- 페이코 앱을 실행한다.
- 앱 하단 ‘PAYCO 결제’를 클릭한다.
- 결제 비밀번호 또는 지문 인증을 통해 본인인증을 마친 뒤, 노출되는 바코드를 점원에 보여주면 된다.
- 한가지 팁이라면, 시간 절약을 위해 일단 점원에게 “페이코로 결제할게요”라고 말하기 앞서, 본인인증까지 마무리해두는 게 좋다.

#### NFC 결제
NFC결제는 바코드 결제와 같이 페이코만의 결제 방식이다.
- 페이코 동글(결제 리더기)이 있는 가맹점인지 확인한다.
- 페이코 앱을 실행한다.
- 앱 하단 ‘PAYCO 결제’를 클릭한다.
- 결제 비밀번호 또는 지문 인증을 통해 본인인증을 마친다.
- 상단 메뉴에서 NFC를 선택한다.
- 동글에 모바일 갖다댄다.

#### QR 결제
QR결제는 무인결제기와 제로페이 결제에 사용되는 결제 방식이다.
무인결제기
- 롯데리아, 대학 캠퍼스 내 비치된 키오스크 등 페이코 결제를 지원하는 무인 결제기에서 페이코 결제를 선택한다.
- 페이코 앱을 실행한다.
- ‘QR코드’ 메뉴를 선택해 무인결제기에 노출된 QR코드를 스캔한다. (인증코드를 입력해도 된다.)

제로페이
- 제로페이 가맹점임을 확인한다.[5]
- 페이코 앱을 실행한다.
- ‘제로페이’ 메뉴를 선택하고, 상점에 비치된 고유 QR코드를 스캔한다.
- 내야 할 금액을 직접 입력한다.
- 점원에게 결제가 되었는지 확인한다.

## 혜택

### 맞춤쿠폰
혜택 탭 ‘맞춤쿠폰’ 코너에서는 전월 구매 금액과 건수로 산정되는 VIP 등급별 프로모션 혜택과 페이코 온·오프라인 가맹점 할인 쿠폰 등을 확인할 수 있다. 결제 데이터를 기반으로 관심을 갖고 쓸 만한 쿠폰을 개인별로 다르게 제공하는 것이 특징이다. 쿠폰 사용 방식은 가맹점별로 다르다. 쿠폰을 다운받아 놓으면 페이코로 결제 시 자동 적용되는 경우가 있고, 오프라인의 경우 쿠폰 바코드를 직원에게 직접 보여줘야 할 때도 있다. 서비스 명칭은 ‘맞춤혜택’에서 ‘맞춤쿠폰’으로 변경됐다.

### 슈퍼세이브
페이코 사용 시 포인트를 적립해주는 ‘슈퍼세이브’ 프로그램을 월 단위로 진행하고 있다. 포인트 적립 항목은 결제, 충전, 쇼핑, 교통(페이코 티머니), 금융(제휴카드 사용) 5가지로 나뉜다. 적립률과 포인트 적립 시기는 항목마다 다르다. 슈퍼세이브로 지급되는 포인트 유효기간은 1년이다.

### 이벤트
‘이벤트’ 코너에서는 제휴사 또는 가맹점과 진행하는 각종 이벤트를 확인할 수 있다. 포인트 적립, 할인, 경품 등 다양한 이벤트가 상시 또는 일시적으로 진행되고 있다.

## 금융
페이코는 2018년 12월 ‘금융’ 탭을 신설하고 간편금융 플랫폼 도약을 공식 선언했다. 금융 탭은 ▲송금 서비스와 ▲금융조회 ▲비대면 채널링 등 그동안 출시된 페이코 금융 서비스를 한데 묶어 보여준다. 여러 은행, 카드 앱을 다운받을 필요 없이 페이코 앱 하나로 흩어진 금융 정보를 한눈에 확인하고, 필요한 금융 상품을 찾아 가입할 수 있어 편리하다. 2016년 6월 간편송금 서비스가 가장 먼저 출시됐으며, 2018년부터 계좌·신용정보·카드 조회 서비스가 차례로 탑재됐다.

### 송금[9]
- 상대방 계좌번호나 휴대폰번호로 간편하게 송금할 수 있다.[10]
- 송금 수수료: 송금 수수료는 일반 회원 월 5회. VIP 회원월 20회까지 무료이다. SC제일은행 계좌나 하나은행, 한화투자증권 제휴계좌를 등록하면 횟수에 상관없이 송금 서비스를 무료로 이용 가능하다.
- 송금 한도: 송금 한도는 성인 기본 일 100만원, 월 300만원이다. 3회 이상 송금 서비스를 이용하면 일 200만원, 월 500만원으로 한도 상향 신청을 할 수 있다. 페이코 제휴계좌의 경우 월 송금 한도가 1000만원까지 제공된다. 단 미성년자는 일 10만원, 월 30만원으로 제한된다.
- 휴대폰번호 송금 시, 상대방 수락 방법: 상대방이 페이코 회원이면 계좌 또는 페이코 포인트로 바로 받을 수 있다. 페이코 회원이 아닌 경우는 앱 설치, 회원 가입, 계좌 등록 등의 절차가 필요하다. 계좌번호 송금 시에는 페이코 앱 설치 여부와 상관 없이 상대방 계좌에 바로 입금된다.
- 송금 알리미: 송금 정보(날짜, 금액 등)를 저장해두면 정해진 날짜에 푸시로 알려주는 기능이다.

### 계좌조회
국내 19개 은행 계좌 잔액과 거래 내역을 한 번에 확인할 수 있다. 조회할 은행과 연동된 공인인증서로 인증하면 해당 은행에서 보유한 모든 계좌 정보가 조회된다. 입출금계좌는 잔액과 거래 내역 모두 조회할 수 있으며, 예적금계좌는 잔액 조회만 가능하다. 대출, 신탁, 외환계좌는 조회 기능을 지원하지 않는다.

### 카드조회
보유 중인 모든 카드의 사용 내역과 결제 예정 금액을 조회할 수 있다. 주요 9개 카드사(국민, 농협, 롯데, 삼성, 신한, 씨티, 우리, 하나, 현대)와 비씨, 광주, 전북, 수협, 제주 등 국내 전체 카드사 정보를 제공한다. 공인인증서 인증 또는 카드사 ID 연동을 통해 확인이 가능하다.

### 신용정보
신용평가기관 ‘코리아크레딧뷰(KCB)’와 제휴를 통해 개인의 신용등급과 신용평점을 보여준다. 신용등급의 변동 내역과 카드 사용 정보, 대출 내역 및 잔액, 연체 기록, 보증 등 신용등급 산정에 영향을 주는 신용현황 정보도 함께 확인할 수 있다. 횟수 제한 없이 무료로 조회할 수 있다. 대출을 계획하고 있거나 신용 관리 부족으로 카드발급 및 대출에 어려움을 겪었던 이들에게 유용한 기능이다.

### 제휴계좌
| 계좌                | 제휴사     | 이자율(세전) | 혜택                                                                                   |
| ------------------- | ---------- | ------------ | -------------------------------------------------------------------------------------- |
| PAYCO 제일EZ통장    | SC제일은행 | 최고 연 5%   | - 1일 송금한도 200만원 - 송금 수수료 무료 - 페이코 포인트 충전 후 결제 시 추가 1% 적립 |
| PAYCO 하나은행 통장 | 하나은행   | 연 6%        | - 1일 송금한도 200만원 - 송금 수수료 무료 - 페이코 포인트 충전 후 결제 시 추가 1% 적립 |

### 제휴카드
| 카드                   | 제휴 금융사/브랜드/ 연회비                      | 혜택 |
| ---------------------- | ----------------------------------------------- | --- |
| PAYCO플래티넘 롯데카드 | 롯데카드/VISA/해외겸용 1만 원, 국내전용 9,000원 | 실적 조건 없이 최대 5% 포인트 적립 VISA 영 프리미엄 서비스 제공 |
| PAYCOtaptap카드        | 삼성카드/MASTER/해외겸용·국내전용 9,900원       | 페이코 간편결제 시 5% 포인트 적립 벅스 전용상품 이용권 결제 시 50% 포인트 적립 커피전문점, 헬스뷰티 업종, 편의점, 배달앱 결제 시 5% 포인트 적립                                          |
| PAYCO하나체크카드      | 하나카드/VISA/없음                              | 당월 실적 30만원 이상 시 결제 금액의 2% 페이코 포인트 적립(건당 2만 원 이상 결제 시) 월 최대 1만 포인트 적립 가능, VISA 영 프리미엄 서비스 제공 후불교통카드 강제 적용                   |
| PAYCO우리체크카드      | 우리카드/VISA/없음                              | 실적 조건 및 최소 결제금액 조건 없이 결제 금액의 1.5% 페이코 포인트 적립 월 최대 1만 포인트 적립 가능, VISA 영 프리미엄 서비스 제공, 페이웨이브 장착(후불교통형) 2019년 10월 30일에 단종 |
| PAYCO 36 우리카드      | 우리카드 / VISA / 1만 5천원                     | PAYCO 온라인 가맹점 결제 시 24, 36개월 장기할부 및 청구할인 서비스 제공 PAYCO 결제 시 건당 최대 1천 포인트 적립                                                                          |

### 대출추천
신용, 정부지원, 주택담보, 자동차 등 다양한 대출 상품에 페이코 회원 전용 우대금리를 적용하여 보여준다.

### 대출비교서비스(내 맞춤대출)
대출은 본인의 신용도와 소득에 따라 금리와 한도가 정해지는데, 페이코 내 맞춤대출을 통해 페이코와 제휴된 금융회사의 신용대출상품의 금리 및 한도를 한번에 확인할 수도 있다.

### 추천카드 발급
국내 주요 카드사들이 추천한 카드 상품을 바로 발급받을 수 있는 코너다. 삼성카드, 롯데카드, 현대백화점카드 바로 발급 라운지가 운영되고 있다. 각 카드 라운지에서 카드를 신청하고 발급상태를 조회할 수 있다.

## 생활

### 선물하기
모바일 상품권을 구매, 선물할 수 있는 기능이다. 스타벅스, 커피빈 등 국내 유명 카페를 비롯해 아이스크림, 베이커리, 치킨, 피자, 햄버거, 영화티켓 등의 모바일 상품권을 판매한다. 페이코 포인트를 충전할 수 있는 ‘페이코 상품권’도 구매 가능하다. 상품권은 상대방의 휴대폰 번호 또는 주소록에 저장된 이름을 검색해 보낼 수 있다. 결제는 페이코로 하면 된다. 선물 받은 이용자는 MMS나 페이코 앱으로 상품권을 확인할 수 있다. 일부 상품권은 상품 원래 가격보다 할인된 가격으로 판매한다. 상품권을 선물하지 않고 본인이 쓰기 위해 구매할 수도 있다.

### 쇼핑
상품 검색부터, 쇼핑, 결제까지 모두 페이코로 가능한 쇼핑 채널링 서비스다. ▲홈 화면과, 인기 판매 상품 랭킹 ▲베스트, 최저가 및 특가 상품 모음 ▲핫딜, 트렌드 큐레이션 ▲패션, 그리고 ▲해외직구, ▲이벤트 코너로 구성돼 있다. 종합쇼핑몰, 소셜커머스, 온라인 편집샵 등이 제휴를 통해 페이코 쇼핑에 입점하는 방식이며, 제휴 쇼핑몰과 상품이 계속 늘어나고 있다.
- 입점 쇼핑몰: GS SHOP, NS홈쇼핑, 티몬, 위메프, 정원e샵, CJ온마트, 이랜드몰, 갤러리아몰, Hmall, 대구백화점, 웰스토리, 제로투세븐, WIZWID, 사바몰, 1300k, 가방팝, 업뎃미, 핑다몰, 아웃도어스토리, 여행박사 등

#### 쇼핑적립
페이코 앱을 경유해 쇼핑몰에서 상품을 구매하면 결제 금액의 최대 12%를 페이코 포인트로 적립해주는 서비스다. 쇼핑적립에는 국내 쇼핑몰, 해외 직구, 여행, 호텔 사이트 등이 입점돼 있다. 쇼핑적립 아이콘을 누르면 입점된 쇼핑몰 리스트와 각각의 적립율을 확인할 수 있고, 리스트에서 쇼핑몰을 선택하면 해당 쇼핑몰 페이지로 이동한다. 쇼핑몰에서 페이코 말고 다른 결제수단을 이용해도 포인트가 적립된다. 통상 포인트는 결제일 기준 다다음달 25일에 적립되지만, 쇼핑몰마다 적립시기는 차이가 있다.
- 입점 쇼핑몰: 11번가, G마켓, 옥션, 티몬, 위메프, GS SHOP, NSmall, 정원e샵, CJ온마트, Hmall, CJmall, LFmall, 신세계몰 등

### 운세
사주정보를 입력해 놓으면 한해 토정비결은 물론 매일 달라지는 오늘의 운세, 띠 운세, 별자리 운세 등을 확인할 수 있다.

### 배달
페이코 생활 탭 ‘배달’ 코너에서는 도미노피자, 미스터피자, 파파존스 등 배달 음식을 주문할 수 있다. 원하는 브랜드와 메뉴를 선택하면 해당 브랜드 사이트로 이동해 주문 및 결제가 이뤄진다. 브랜드 사이트에 최초 진입 시에는 약관 동의 및 로그인이 필요한 곳도 있다. 페이코 계정을 연동해 놓으면 이후부터 간편하게 로그인할 수 있다. 결제는 페이코로 해야 한다.

## 매거진
여행, 음식, 건강, 리빙, 자동차 등 생활밀착형 라이프 컨텐츠를 큐레이팅해 제공하는 서비스다. 모바일 환경에 맞는 고품질 사진을 기본으로 컨텐츠 성격에 따라 상하좌우 스크롤 이동 방식을 다르게 적용했다. 메인화면인 추천 코너에서는 오늘의 추천 컨텐츠 ‘TODAY’와 분야별 전문 큐레이터의 추천평을 담은 ‘PICK’ 등을 볼 수 있다. 페이코 매거진에 올라오는 컨텐츠들은 여행, 푸드, 주류, 보건의료 등 분야별 전문 매거진에 실린 컨텐츠로 신뢰도가 높은 편이다. 페이코 결제 이용자의 개인 취향을 분석해 컨텐츠를 선별 노출하는 방식으로 진화할 예정이다.

## 교통카드
NFC터치 기능을 가진 안드로이드 스마트폰 이용자라면 티머니나 캐시비를 페이코 앱으로 사용할 수 있다. 결제방식은 필요한 만큼 충전해 쓰는 선불형과 신용카드를 등록해 매달 사용한 만큼 청구되는 후불형이 있다. 페이코 티머니로는 버스, 지하철 등 대중교통 요금은 물론 편의점, 패스트푸드 등 오프라인 티머니 매장에서도 스마트폰 터치 만으로 결제가 가능하다. 페이코 티머니로 대중교통을 이용하면 월 이용금액의 3%를 다음달 25일에 페이코 포인트로 적립해준다. 월 최대 1000포인트까지만 적립 가능하며, 택시나 고속버스, 시외버스 이용 건은 제외된다.